# Cordon bleu

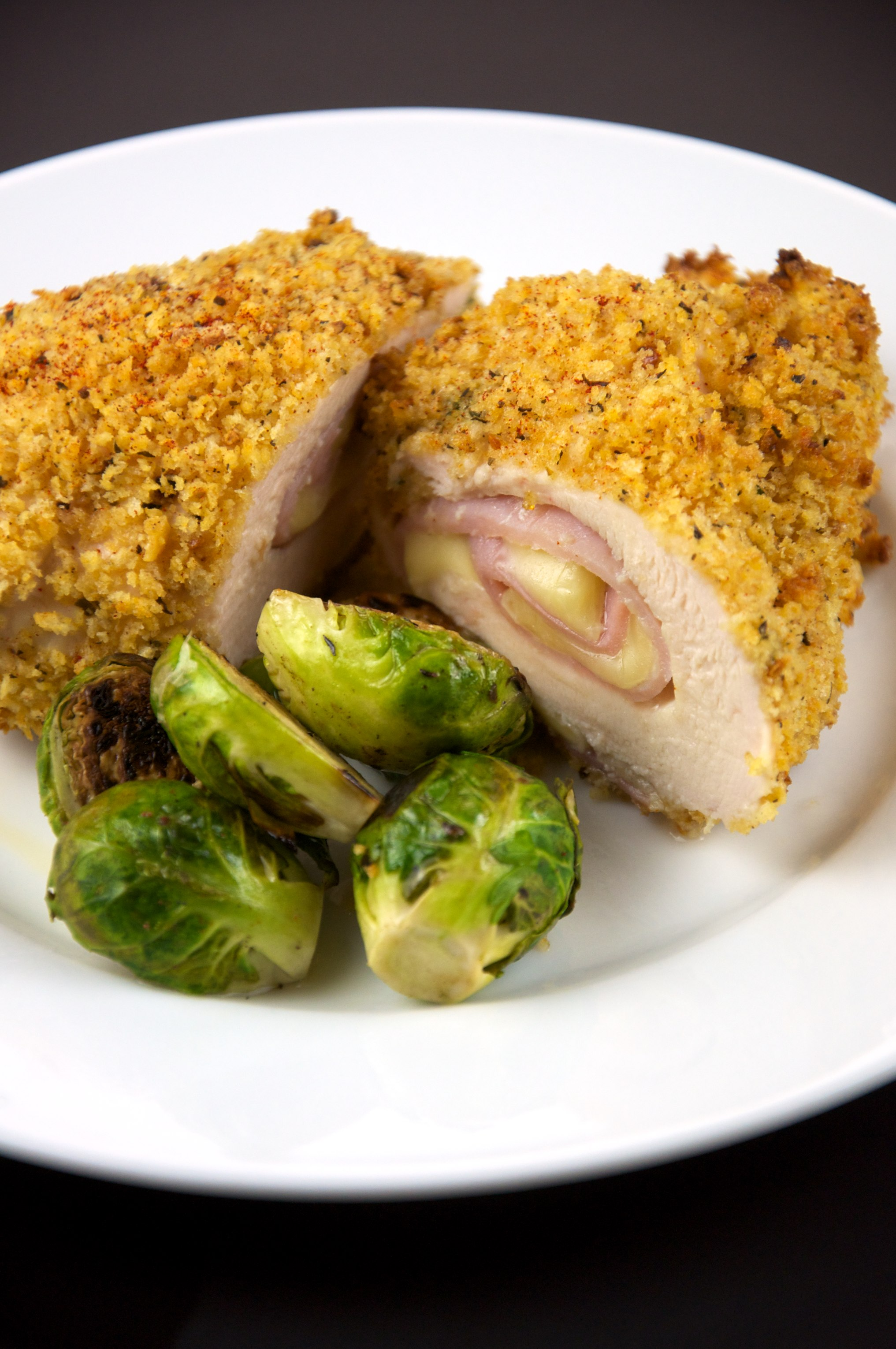
Jiná verze Cordon bleu

Cordon bleu ([kɔʁ.dɔ̃ blø]IPA, často též nesprávně Gordon bleu, Cordon blue či Gordon blue) je řízek původem ze Švýcarska. Jeho základem je kvalitní telecí maso, šunka a sýr typu Ementál, Gouda, Greyerzer, Appenzeller nebo Raclette, které se vloží do zábalu z telecího a jako celek obalí. Následně se smaží jako vídeňský řízek.

## Původ názvu
Tento pokrm je pojmenován nepřímo po vyznamenání nejlepších francouzských kuchařů Cordon bleu (tj. Modrá stuha). Na základě tohoto ocenění a úspěchu stejnojmenného kulinářského časopisu vznikla v Paříži v roce 1895 soukromá škola nejvyššího kuchařského umění Le Cordon Bleu (jež během 120 let činnosti a slávy udělila licenci desítkám kuchařských univerzit ve světě, zpravidla stejného jména). A právě zde vytvořili recept na tento řízek.
V německojazyčném prostředí se užívá regionálně také výraz „Schnitzel Cordon Bleu“ („řízek Cordon Bleu“). V Chorvatsku je stejný typ pokrmu označován jako „záhřebský řízek“ (chorvatsky Zagrebački odrezak).[zdroj?]
Dne 9. února 2012 rozhodl správní soud ve Stuttgartu, že pro přípravu pokrmu označeného „Cordon bleu“ musí být použito kromě telecího masa pouze vepřové šunky a „pravého“ sýra. Při použití šunky krůtí a taveného sýra nesmí být jídlo označováno jako „cordon bleu“.
Rakouský novinář a jazykovědec Robert Sedlaczek poznamenává k užívání výrazu Gordon bleu v Rakousku, že důvodem k psaní počátečního „G“ v názvu je Codex Alimentarius Austriacus („rakouská potravinářská kniha"), právní základ pro názvy potravin. Restauratéři by totiž v případě užití vepřového masa museli v menu uvádět Cordon bleu vom Schwein („Cordon bleu z vepřového“, analogicky k Vídeňskému řízku a vepřovému řízku – Schnitzel vom Schwein), protože podle předpisu může být Cordon bleu pouze z telecího.